# Typhoon (Rapper)
Glenn de Randamie (* 6. August 1984 in ’t Harde), bekannt als Typhoon, ist ein niederländischer Rapper. Er steht zurzeit beim Label TopNotch unter Vertrag.

## Leben
Typhoon begann seine Hip-Hop-Karriere als 15-Jähriger in der Formation Rudeteens, in der unter anderem auch die Rapper Rico und Sticks von der Rap-Gruppe Opgezwolle aktiv waren.
2007 brachte er sein Debütalbum Tussen licht en lucht heraus, das von der Kritik äußerst wohlwollend aufgenommen wurde und mehrere Wochen in den niederländischen Charts stand.
2009 gründete er zusammen mit vier anderen Musikern die Gruppe Fakkelbrigade, deren erstes Album Colucci Era im selben Jahr erschien.
Sein zweites Soloalbum Lobi da basi erschien erst 2014 und stieg auf Platz 3 der niederländischen Charts ein und erreichte Platin-Status.

## Auszeichnungen
2008: Zilveren Harp; niederländischer Musikpreis

## Diskografie

### Alben
- 2007: Tussen licht en lucht
- 2014: Lobi da basi
- 2020: Lichthuis

### Lieder/Singles
- 2009: Bumaye (Typhoon & New Cool Collective)
- 2013: Visa paspor (Tourist feat. Typhoon)
- 2014: Zandloper (NL: Gold)
- 2014: Surfen (NL: Gold)
- 2015: Niet weglopen
- 2021: Als ik je weer zie (mit Thomas Acda, Paul de Munnik & Maan)

### Gastbeiträge
- 2017: Wereld Van Verschil (Bløf feat. Typhoon, NL: Gold)